# Arícia Mess
Nascida em Niterói, hoje morando em São Paulo, ela nasceu como cantora nos palcos do Rio de Janeiro nos anos 90. Dividia uma instigante cena musical carioca com, entre outros, Pedro Luís (seu violonista, antes de estourar à frente da banda A Parede), Suely Mesquita, Marcos Sacramento e o grupo Boato. Baixinha, Arícia Mess distingue-se até hoje pelo apuro teatral nas apresentações ao vivo e pelo repertório antenado, que passeia por MPB, pop e jazz, entre outros temas.
Aricia Mess desde os anos 90 mistura ritmos da música negra do mundo aos ritmos afro-brasileiros. Artista de grande originalidade se tornou inclassificável para o mercado da música brasileira. É uma das precursoras da cena independente do país. Recebe grandes elogios dos melhores críticos do Brasil. 
Lauro Lisboa ( Estado de São Paulo), “Aricia tem uma voz peculiar- potente, afinada, pungente, cativante...e tem o dom raro das grandes intérpretes de fazer dela canções alheias”.
“Aricia Mess é uma das artistas mais interessantes da cena independente. (...) O pop caprichado da cantora celebra o vigor da música preta brasileira com suingue e bom gosto.”
"e teve showzaço de Arícia Mess no sesc-consolação. daqueles lances únicos, sem replay. com quatro músicos fodásticos, ela (figura rara q é) celebrou o lançamento do programa q estreia na Radio Vozes: "Flower Power - Música Negra do Brasil e do Mundo", produzido por Patricia Palumbo. noite linda, noite feliz: rainha de psycho-quilombolas, batuques radicais, negritudes futuristas. oxum-josephine baker q foi à lua e voltou enluarada & sambada. oraiêie. bom demais. noitaça oxumzesca num tempo de chatices e repetições. se os B-52's cantavam "dance this MESS around", ela inventou o "Dance this ARICIA MESS around". afro-choque-chic. caia na gandaia dela. lindeza pura." Eduardo Logullo - 2016 
Arícia Mess é uma cantora de música popular brasileira.

## Discografia
- Cabeça coração
- Onde Mora O Segredo
- Coletâneas Internacionais : Label Far Out de Londres--Friends From Rio--música-- Super Legal Label Far Out de Londres—Single—música—Super Legal-1998 Label Putumayo de New York--Global Soul--música—Tentei--2003  Curve Music Digital de Londres---2007
- Lançamento da gravação de Noite de Temporal ( Dorival Caymmi) Label KoroKoro Music - Berlin fevereiro 2021
- Lançamento do single  Há quem chame - Label Korokoro Music - Berlin - março 2021